# Amerikansk kärrhök
Amerikansk kärrhök (Circus hudsonius) är en nordamerikansk hökfågel i familjen hökartade rovfåglar som fram tills nyligen behandlades som underart till blå kärrhök (Circus cyaneus).

## Utseende
Amerikansk kärrhök är en typisk kärrhök med långa vingar, stjärt och ben samt har en karakteristisk vit övergump i alla dräkter. Kroppslängden är 41–50 centimeter och vingbredden 97–122 centimeter. I Nordamerika är arten den enda kärrhöken och kan svårligen förväxlas med någon annan rovfågel. Dock är den mycket lik den europeiska blå kärrhöken. 
Hanen är blågrå på huvud, hals och ovansida samt vit under, men olikt blå kärrhök är den kastanjefärgat streckad, bandad och fläckad på bröst, buk och flanker. Vidare övergår vingovansidans blågrå färg mjukt över i de svarta vingspetsarna, jämfört med blå kärrhökens mer distinkt avgränsade. 
Honan är mycket lik blå kärrhök-honan men är något mörkare under. Ungfågeln skiljer sig dock kraftigt genom att vara mycket mer rödbrun och mindre streckad än motsvarande dräkt hos blå kärrhöken.

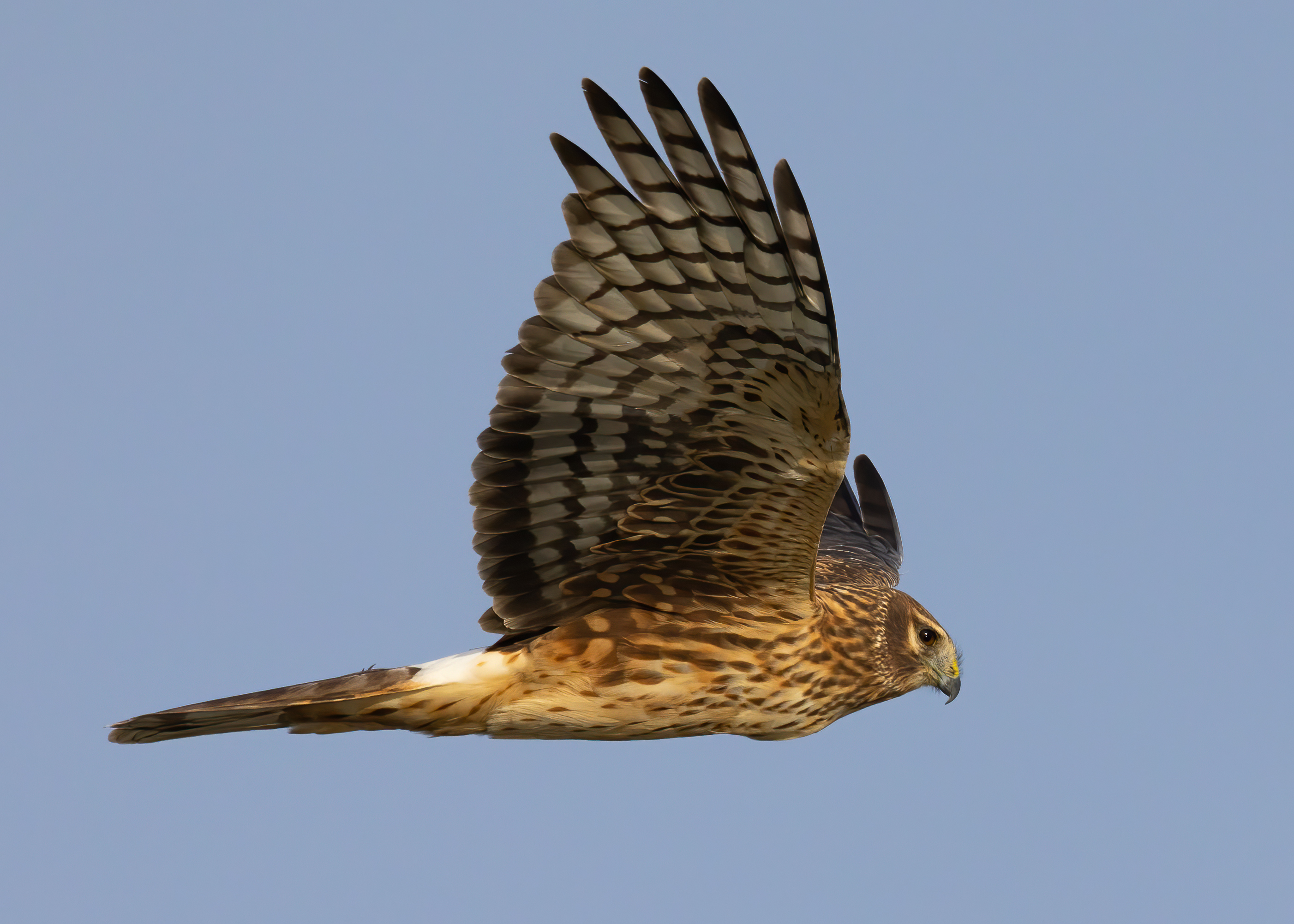
Hona amerikansk kärrhök i flykten.

## Utbredning och systematik
Den förekommer utbrett i Nordamerika, i söder till Baja California i nordvästra Mexiko och i öster till sydöstra Virginia i USA. Vintertid flyttar den så långt söderut som till Panama, sällsynt även i norra Sydamerika.
Fågeln är en mycket sällsynt gäst i Europa, med fynd i Storbritannien, Irland och Azorerna.
Tidigare behandlades den som underart till den eurpeiska blå kärrhöken. (C. cyaneus), men skiljer sig betydande i läten, utseende, morfologi och ekologi. DNA-studier visar dessutom att dess närmaste släkting är den sydamerikanska arten grå kärrhök (Circus cinereus).

## Levnadssätt
Fågeln ses ofta flyga mycket lågt med vingarna hållna i ett V över våtmarker, jordbruksområden och gräsmarker. Ser man den sittande är det på marken eller på en gärdsgårdsstolpe, mycket sällan högre än så. Den häckar på marken i fält eller våtmarker och livnär sig på små fåglar och däggdjur.

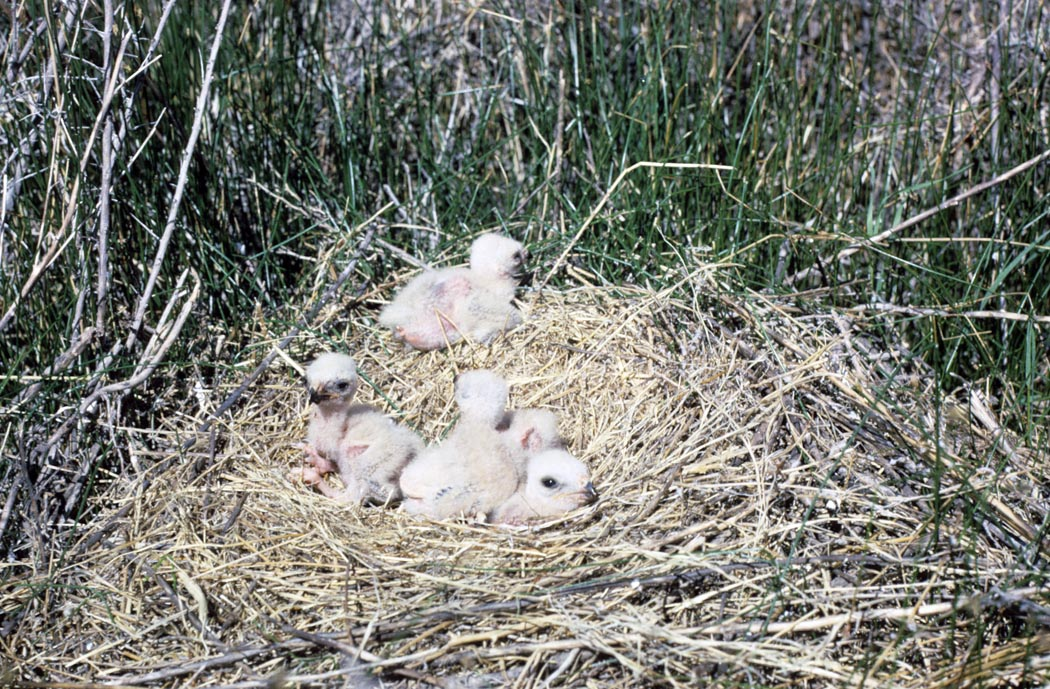

## Status och hot
Arten har ett stort utbredningsområde och en stor population, men tros minska i antal, dock inte tillräckligt kraftigt för att den ska betraktas som hotad. Internationella naturvårdsunionen IUCN kategoriserar därför arten som livskraftig (LC).